# Пини Норд Б (Напуљ)
Пини Норд Б је насеље у Италији у округу Напуљ, региону Кампанија.
Према процени из 2011. у насељу је живело 94 становника. Насеље се налази на надморској висини од 2 м.